# Плюти
Плюти́ — село в Обухівському районі Київської області (Україна). Відстань до райцентру становить близько 17,3 км і проходить автошляхом місцевого значення. Входить до складу Української міської громади.
У селі розташований Архівно-музейний комплекс «Літературно-мистецькі Плюти» та приватна онкологічна клініка Лісод. Населення становить 75 осіб.

## Історія
В різні часи на теритрії Плютів проживали або мали дачі науковці, письменники та інші видатні особистості:  О.О.Нестеренко, Г.С.Писаренко,  Філарет,  О.Є.Корнійчук, Юрій Смолич, Костянтин Паустовський, Олександр Левада, Павло Загребельний, Натан Рибак, Андрій Малишко, Ростислав Самбук. 
Неподалік населеного пункту розташовані дитячі оздоровчі табори та бази відпочинку.

## Населення

### Мова
Розподіл населення за рідною мовою за даними перепису 2001 року:
| Мова       | Кількість | Відсоток |
| ---------- | --------- | -------- |
| українська | 69        | 92%      |
| російська  | 6         | 8%       |
| Усього     | 75        | 100%     |

## Цікавий факт
На початку травня 2020 року в селі Плюти стало відомо про добудову гігантського будинку для Ріната Ахметова за $ 30 млн, не дивлячись на скорочення його загального капіталу на мільярди доларів. Також, неподалік від ймовірно майбутньої резиденції Ахметова, встановлена антена, що заглушає GPS-сигнали та інші радіочастоти. Антена розташована на видному місці, її можна розглянути з траси у напрямку з Києва до Українки.